# Chromatomyia styriaca
Chromatomyia styriaca este o specie de muște din genul Chromatomyia, familia Agromyzidae, descrisă de Griffiths în anul 1980.
Este endemică în Austria. Conform Catalogue of Life specia Chromatomyia styriaca nu are subspecii cunoscute.